# СВДК
СВДК (Снайперская винтовка Драгунова крупнокалиберная, Индекс ГРАУ — 6В9) — российская крупнокалиберная снайперская винтовка.

## История
Крупнокалиберная версия снайперской винтовки СВД под патрон 9,3×64 мм 7Н33 (российский военный вариант старого охотничьего патрона 9,3×64 мм Бреннеке) была разработана в рамках ОКР «Взломщик».
Пуля патрона 7Н33 при выстреле из СВДК имеет дульную энергию порядка 4900 Дж и обеспечивает 80 % пробитие брони толщиной 1 см на дальности 100 м. Штатным прицелом СВДК является оптический прицел 1П70 «Гиперон».
Для снижения влияния нагрузок, прилагаемых к цевью и сошкам, ствол перед узлом газоотвода помещён в стальной перфорированный кожух, полностью скрытый внутри пластмассового цевья. Пистолетная рукоятка и складной вбок металлический приклад аналогичны таковым у СВД-С, за исключением увеличенной площади резинового затыльника приклада. Крепление штыка не предусмотрено. Пламегаситель сменный, порядок разборки несколько упростился относительно СВД-С за счёт исключения необходимости сдвига переднего кольца для отделения ствольных накладок и разборки газового двигателя.

## Сравнительные характеристики различных образцов винтовки Драгунова
| Типы:             | СВД                                                   | СВДС                                                   | СВУ                                                            | Тип 85   | СВДМ     | Охотничий карабин «Тигр-9» | СВДК                                  |
| Патрон            | 7,62×54R                                              | 7,62×54R                                               | 7,62×54R                                                       | 7,62×54R | 7,62×54R | 9,3×64 мм                  | 9,3×64 мм                             |
| Длина, мм         | 1220                                                  | 1135 (875 со сложенным прикладом)                      | 980                                                            | 1220     | 1155     | 1180                       | 1250                                  |
| Длина ствола, мм: | 620                                                   | 565                                                    | 520                                                            | N/A      | 565      | 565                        | 620                                   |
| Масса, кг:        | 4,5 (с оптическим прицелом и неснаряжённым магазином) | 4,68 (с оптическим прицелом и неснаряжённым магазином) | 5,6 (с оптическим прицелом ПОСП8х42 и неснаряжённым магазином) | 4,4      | 5,3      | 4                          | 6,5 (без оптического прицела и сошек) |

## Страны-эксплуатанты
- Россия — некоторое количество в вооружённых силах[9]